# Vasosuprina
La vasosuprina è un farmaco appartenente alla categoria dei farmaci beta-mimetici, il cui principio attivo è l'isossisuprina cloridrato. È un miorilassante uterino. È in grado di stimolare l'attività dei recettori beta di tipo 1 (presenti nel cuore e nei reni) e di tipo 2 (situati nell'apparato respiratorio, gastrointestinale, nella muscolatura uterina e scheletrica).
Poiché questi recettori sono situati in tessuti e organi diversi del nostro organismo, tutti i farmaci che agiscono su di essi, stimolando o inibendo la loro attività, hanno un'azione non selettiva ed effetti sistemici.
In ostetricia la vasosuprina è stata largamente utilizzata nella terapia tocolitica del travaglio pretermine e in parte lo è ancora tutt'oggi.
Tuttavia a causa dei suoi effetti collaterali (tachicardia, rossore e vampate di calore al viso, stipsi, ipotensione, aumento della glicogenolisi), derivati soprattutto dalla stimolazione a carico dei recettori beta 1, viene impiegata sempre meno nella terapia del travaglio pretermine.
Altri farmaci utilizzati con uguale successo a tale scopo ma con meno effetti collaterali sia materni sia fetali sono: gli antagonisti competitivi dei recettori dell'ossitocina, i calcio antagonisti e gli inibitori delle prostaglandine.